# Махаджанапады
Махаджанапада (в переводе с санскрита: «великие страны») — в буддийских источниках так называются страны на севере, северо-востоке Индостана. Как минимум две из них были олигархическими республиками (ганасангхами).

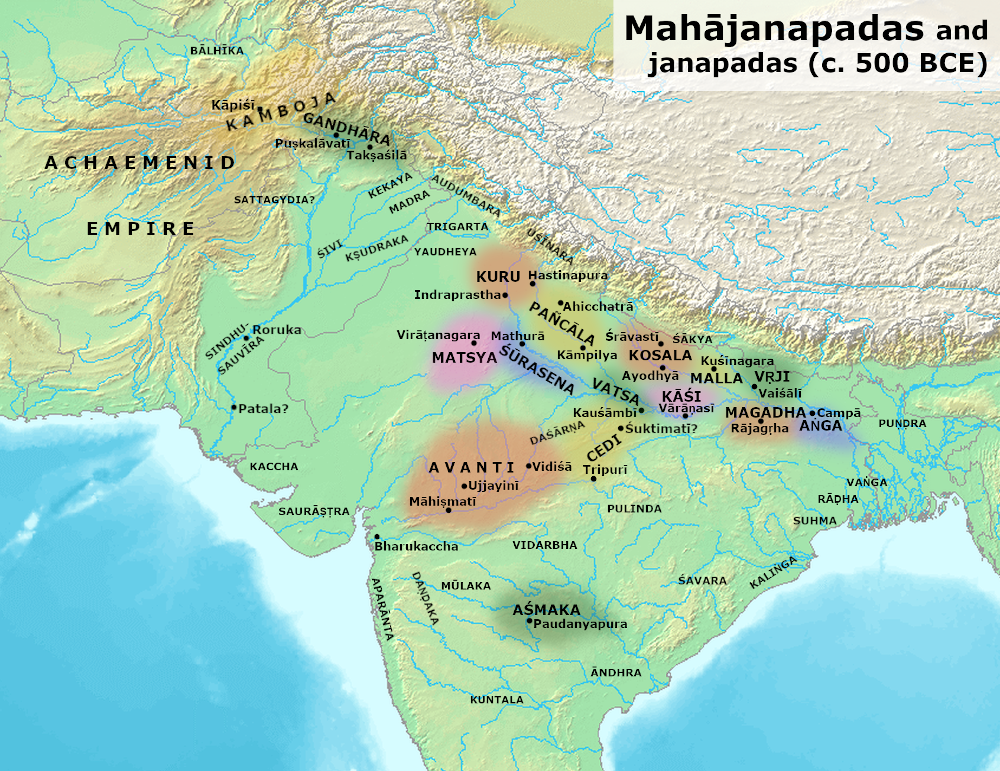
Махаджанапады около 500 г. до н. э.

Понятие Махаджанапада произошло от Джанапада — так назывались племенные территории с 600 до н. э., которые в дальнейшем объединялись в союзы. Буддийские источники выделяют 16 махаджанапад — стран, существовавших до рождения Будды. Ангуттара-никая приводит следующий список:
1. Каши
2. Кошала
3. Анга
4. Магадха
5. Вадджи (Вриджи)
6. Малла
7. Чеди
8. Ватса (Вамса)
9. Куру
10. Панчала
11. Маччха (Матсья)
12. Шурасена
13. Ассака (Ашмака)
14. Аванти
15. Гандхара
16. Камбоджи

Чулла-Нирдеша добавляет также государство Калинга.
Сходный список с некоторыми различиями указывают джайнские источники.